# Gonçalo Xavier de Almeida Garrett
Gonçalo Xavier de Almeida Garrett (Porto, Cedofeita, 30 de Dezembro de 1841 - Castelo Branco, 10 de Janeiro de 1925) foi um professor universitário, político e filantropo português.

## Família
Filho de Alexandre José da Silva Leitão de Almeida Garrett e de sua mulher Angélica Isabel Cardoso Guimarães e sobrinho paterno do 1.º Visconde de Almeida Garrett.

## Biografia
Fidalgo Cavaleiro da Casa Real, Bacharel em Filosofia pela Faculdade de Letras, Doutor em Matemática pela Faculdade de Ciências e Lente da Universidade de Coimbra, Governador Civil do Distrito de Castelo Branco e Par do Reino.
Em 1880 foi Provedor da Santa Casa da Misericórdia de Coimbra.

## Casamento e descendência
Casou a 4 de Novembro de 1875 com Maria Joaquina Tavares de Almeida Proença (Lisboa, 14 de Março de 1850 - 25 de Fevereiro de 1924), filha de Francisco Tavares de Almeida Proença e de sua mulher Maria da Piedade Fevereiro, com geração, incluindo Francisco Xavier de Proença de Almeida Garrett.